# Turcja na Letnich Igrzyskach Olimpijskich 1960
Turcję na Letnich Igrzyskach Olimpijskich 1960 reprezentowało 49 zawodników (46 mężczyzn i 3 kobiety). Był to dziewiąty występ Turcji na letnich igrzyskach olimpijskich.
Reprezentanci tego kraju, tak jak w poprzednich trzech edycjach letnich igrzysk olimpijskich (1956, 1952, 1948) zdobyli medale w zapasach. Najmłodszym zawodnikiem był Gül Çiray (20 lat i 285 dni), a najstarszym Salih Koç (43 lata i 86 dni).
Turcy, oprócz zapasów, rywalizowali również w jeździectwie, lekkoatletyce, pływaniu oraz żeglarstwie. Wystawili także swoją reprezentację narodową w turnieju piłki nożnej.

## Zdobyte medale
| Medal  | Zawodnik           | Dyscyplina | Konkurencja                                 |
| ------ | ------------------ | ---------- | ------------------------------------------- |
| Złoto  | Müzahir Sille      | Zapasy     | Styl klasyczny, kategoria do 62 kg mężczyzn |
| Złoto  | Mithat Bayrak      | Zapasy     | Styl klasyczny, kategoria do 73 kg mężczyzn |
| Złoto  | Tevfik Kış         | Zapasy     | Styl klasyczny, kategoria do 87 kg mężczyzn |
| Złoto  | Ahmet Bilek        | Zapasy     | Styl wolny, kategoria do 52 kg mężczyzn     |
| Złoto  | Mustafa Dağıstanlı | Zapasy     | Styl wolny, kategoria do 62 kg mężczyzn     |
| Złoto  | Hasan Güngör       | Zapasy     | Styl wolny, kategoria do 79 kg mężczyzn     |
| Złoto  | İsmet Atlı         | Zapasy     | Styl wolny, kategoria do 87 kg mężczyzn     |
| Srebro | İsmail Ogan        | Zapasy     | Styl wolny, kategoria do 73 kg mężczyzn     |
| Srebro | Hamit Kaplan       | Zapasy     | Styl wolny, kategoria pow. 87 kg mężczyzn   |

## Wyniki reprezentantów Turcji

### Jeździectwo
Mężczyźni
- Cevdet Sümer
  - Skoki przez przeszkody indywidualnie – 15. miejsce

- Nail Gönenlı
  - Skoki przez przeszkody indywidualnie – 31. miejsce

- Salih Koç
  - Skoki przez przeszkody indywidualnie – nie ukończył

- Cevdet Sümer, Nail Gönenlı, Salih Koç
  - Skoki przez przeszkody drużynowo – nie ukończyli

### Lekkoatletyka
Mężczyźni
- Aydin Onur
  - Bieg na 100 m – odpadł w eliminacjach (51. czas)
  - Bieg na 200 m – odpadł w eliminacjach (61. czas)

- Fahir Özgüden
  - Bieg na 400 m – odpadł w eliminacjach (52. czas)

- Ekrem Koçak
  - Bieg na 800 m – odpadł w eliminacjach (25. czas)

- Muharrem Dalkılıç
  - Bieg na 1500 m – odpadł w eliminacjach (29. czas)
  - Bieg na 5000 m – odpadł w eliminacjach (40. czas)

- Fevzi Pakel
  - Bieg na 10 000 m – 29. miejsce

- Çetin Şahiner
  - Bieg na 110 m przez płotki – odpadł w eliminacjach (31. czas)
  - Skok wzwyż – wszystkie próby spalił

- Fahir Özgüden
  - Bieg na 400 m przez płotki – odpadł w eliminacjach (29. czas)

- Cahit Önel
  - Bieg na 3000 m z przeszkodami – odpadł w eliminacjach (30. czas)

- Orhan Altan
  - Pchnięcie kulą – wszystkie próby spalił

- Yalçın Ünsal
  - Skok w dal – 35. miejsce

- Yıldıray Pağda
  - Trójskok – 38. miejsce

Kobiety
- Aycan Önel
  - Bieg na 100 m – odpadł w eliminacjach (30. czas)
  - Skok w dal – 29. miejsce

- Gül Çiray
  - Bieg na 800 m – odpadł w eliminacjach (25. czas)

- Canel Konvur
  - Skok wzwyż – 23. miejsce

### Piłka nożna
| Mężczyźni          |
| ------------------ |
| Ahmet Tuna Kozan   |
| Aydoğan Çipiloğlu  |
| Cavit Gökalp       |
| Emrullah Küçükbay  |
| Ergun Taner        |
| İbrahim Yalçınkaya |
| Mustafa Ertan      |
| Bilge Tarhan       |
| Samim Uygun        |
| Selim Soydan       |
| Suat Özyazıcı      |
| Turhan Yıldız      |
| Uğur Köken         |
| Zeki Şensan        |
| Zajęli 9. miejsce  |

### Pływanie
Mężczyźni
- Ünsal Fikirci
  - 100 m stylem dowolnym – odpadł w eliminacjach (47. czas)
  - 200 m stylem grzbietowym – odpadł w eliminacjach (37. czas)

- Engin Ünal
  - 200 m stylem klasycznym – odpadł w eliminacjach (22. czas)

### Zapasy
Mężczyźni
Styl klasyczny
- Kazim Gedik
  - Kategoria do 52 kg – 17. miejsce

- Yaşar Yılmaz
  - Kategoria do 57 kg – 5. miejsce

- Müzahir Sille
  - Kategoria do 62 kg –

- Adil Güngör
  - Kategoria do 67 kg – 5. miejsce

- Mithat Bayrak
  - Kategoria do 73 kg –

- Kazım Ayvaz
  - Kategoria do 79 kg – 4. miejsce

- Tevfik Kiş
  - Kategoria do 87 kg –

- Tan Tarı
  - Kategoria pow. 87 kg – 9. miejsce

Styl wolny
- Ahmet Bilek
  - Kategoria do 52 kg –

- Hüseyin Akbas
  - Kategoria do 57 kg – 14. miejsce

- Mustafa Dağıstanlı
  - Kategoria do 62 kg –

- Hayrullah Şahinkaya
  - Kategoria do 67 kg – 8. miejsce

- İsmail Ogan
  - Kategoria do 73 kg –

- Hasan Güngör
  - Kategoria do 79 kg –

- İsmet Atlı
  - Kategoria do 87 kg –

- Hamit Kaplan
  - Kategoria pow. 87 kg –

### Żeglarstwo
Mężczyźni
- Ersin Demir
  - Klasa Laser – 27. miejsce